# Svetlana Anokhina
Svetlana Anokhina   (Makhatxkalà, 1962) és una activista en favor dels drets humans al Daguestan. És periodista, defensora dels drets de les dones i cofundadora del grup de crisi Marem.

## Biografia
Segons les seves pròpies paraules, no va exercir de periodista fins als 38 anys. Aviat es va convertir en redactora en cap de Daptar, l'únic mitjà de comunicació en línia del Caucas del Nord que escriu sobre els drets de les dones. En els seus articles, Anokhina va exposar múltiples pràctiques violentes a la regió contra les dones, com ara la violència domèstica, els matrimonis forçats, el control total per part de parents masculins, l'ablació, etc.

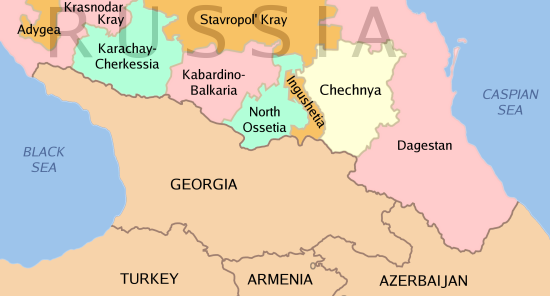
Caucas del Nord

El juliol de 2020, va cofundar Marem, una ONG i un grup de crisi per a víctimes de violència de gènere. Marem ajuda les víctimes de violència domèstica del Daguestan, Txetxènia i altres repúbliques del Caucas del Nord a sortir evacuades del seu país i trobar refugi. Marem també ofereix suport legal i psicològic a les víctimes. L'organització va rebre el seu nom en honor a Marem Alieva, una dona d'Ingúixia que va desaparèixer el 2015. Víctima de maltractaments físics i psicològics per part del seu marit, va aconseguir escapar amb l'ajuda d'activistes locals de drets humans, però va tornar a casa quan li van dir que el seu marit havia jurat per l'Alcorà no tornar-la a colpejar. Va desaparèixer l'endemà del seu retorn, després de trucar a la seva germana i dir-li que un grup d'homes s'acostaven a casa seva. A l'interior es van trobar cabells tacats de sang i una corda. El 2019, el Tribunal Europeu de Drets Humans va examinar el cas, el primer cas d'abús domèstic que aquest tribunal va investigar.
El 10 de juny de 2021, els agents de la llei txetxens i daguestanesos van assaltar i van destruir el refugi de Marem. Anokhina i la seva col·lega, Maysarat Kilyaskhanova, van ser colpejades i detingudes durant tres dies. El 2021, Anokhina va abandonar Rússia a causa de múltiples amenaces de mort.
L'abril de 2023, es va obrir un cas penal contra ella per una suposada "difusió pública d'informació deliberadament falsa sobre l'ús de les Forces Armades russes". A Rússia, s'enfronta a fins a tres anys de presó.

## Reconeixements
El 2024, la BBC la va incloure a la seva llista internacional 100 women, que destaca les dones més inspiradores i influents de l'any.